# Station Grundhof

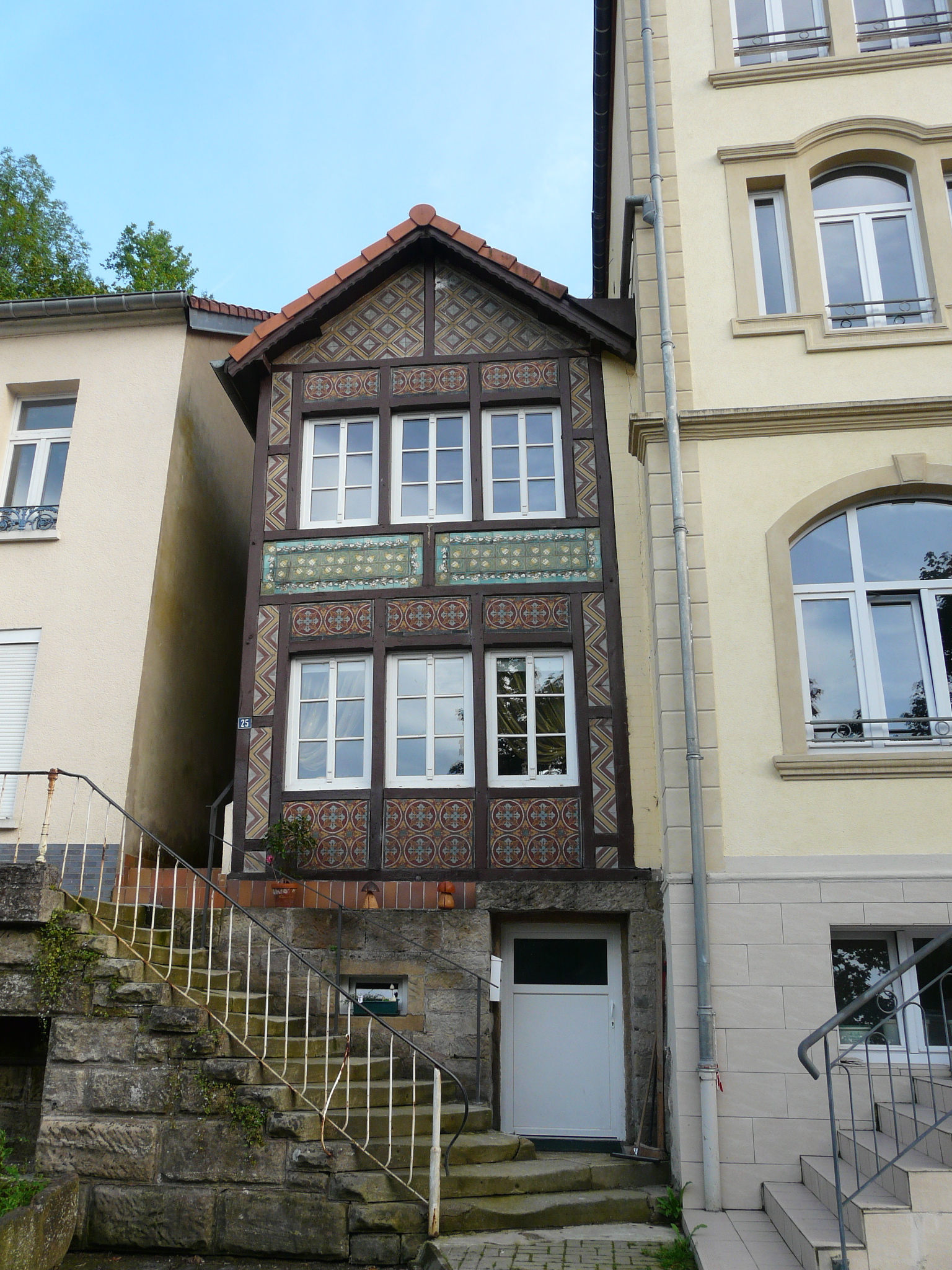
Station Grundhof

Station Grundhof was een personen- en goederenstation bij het Luxemburge plaatsje Grundhof.
Het station lag aan de spoorlijn tussen Ettelbruck en Wasserbillig (zie spoorlijn Ettelbruck - Grevenmacher). Het station werd geopend in 1873 en sloot in 1964.
Van 1904 tot 1953 was er een smalspoor goederenlijn naar Beaufort.
In Bollendorf-Pont is het oude station gereconstrueerd. Dit is een beschermd monument.